# Ільтасадум
Ільтасадум — стародавній правитель шумерського міста-держави Кіш. Імовірно, період його правління припадав на середину XXVII століття до н. е. Про його родинні відносини з Ількумом нічого не відомо. Відповідно до Ніппурського царського списку правив упродовж 1200 років.